# 김상배
김상배(金相培)(1957년 3월 10일 ~ )는 대한민국의 가수다.

## 가수 활동
- 2020년 "내 나이"
- 2015년 "그대가 답이다"
- 2009년 "굿맨"
- 2003년 "떠날 수 없는 당신"
- 2000년 "노을빛 서해대교"
- 1997년 "막막조" "애상"
- 1995년 "잊자 잊자"
- 1992년 "사나이 가슴에 비가 내리네"
- 1990년 "몇 미터 앞에 두고"
- 1988년 "안 돼요 안 돼" "작은 소녀"
- 1986년 "새벽 아침"

## 수상
- 2010년 제16회 대한민국 연예예술상 연예발전공로 우정상
- 2005년 제12회 대한민국연예예술상 국무총리 표창

1. ↑  4집 CD뒷면에 있다.